# Mischocyttarus tomentosus
Mischocyttarus tomentosus är en getingart som beskrevs av Zikan 1935. Mischocyttarus tomentosus ingår i släktet Mischocyttarus och familjen getingar. Inga underarter finns listade i Catalogue of Life.